# La Sábila
La Sábila es una ranchería del municipio de Huatabampo ubicada en el sur del estado mexicano de Sonora, en la zona del valle del río Mayo. Según los datos del Censo de Población y Vivienda realizado en 2010 por el Instituto Nacional de Estadística y Geografía (INEGI), La Sábila tiene un total de 909 habitantes.

## Geografía
La Sábila se sitúa en las coordenadas geográficas 26°45′55″ de latitud norte y 109°37′29″ de longitud oeste del meridiano de Greenwich, a una elevación de 5 metros sobre el nivel del mar.